# 赤松智城
赤松 智城（あかまつ ちじょう、1886年〈明治19年〉12月23日 - 1960年〈昭和35年〉3月12日）は、日本の宗教学者。

## 経歴
出生から修学期
1886年、山口県周南市で赤松照幢の長男として、浄土真宗の徳応寺に生まれた。第五高等学校に進学し、3年の時には総代であった。
1940年、京都帝国大学文科大学哲学科に進学。同大学哲学科は前年の1939年に開設されたばかりであり、宗教学科では松本文三郎に師事。1910年7月に首席で卒業。同大学大学院に進み、一方で仏教大学(現・龍谷大学)で教鞭も執った。大学院には羽渓了諦、宇野円空らが在籍しており、学生間ならびに教授陣との交流も活発であり、東京帝国大学と京都帝国大学の有志が集まって1915年に「宗教研究会」(現・日本宗教学会)を設立。翌1916年より基幹雑誌である『宗教研究』を刊行した。1920年から1923年まで、欧州留学。
宗教学研究者として(戦前)
1923年6月に帰国し、1924年4月より龍谷大学で宗教学を講じた。1925年には高野山大学教授、1926年には臨済宗大学教授。1927年8月、京城帝国大学教授となった。しかし1941年3月に依願免官し、故郷の山口へ戻った。1941年3月、京都帝国大学文学部講師嘱託を委託された。1942年には、1年間講師として教鞭を執った。1943年1月より、九州帝国大学文学部講師として宗教学を担当。1943年より龍谷大学教授(1947年に依願退職)。
太平洋戦争後
1949年より山口大学文理学部で講師を務め、1950年10月に教授に就任し、社会学を担当。しかし翌1950年12月から二度休職し、1952年に辞職。
1960年に死去した。

## 研究内容、業績
専門は宗教学。「宗教研究会」の設立に当初から参加するなどその後の研究の興隆に寄与した。宗教に対するその関心の持ち方は広範なものであったが、主に朝鮮半島、モンゴルなどの宗教を研究テーマとした。秋葉隆と『朝鮮巫俗の研究』を刊行している。研究開始当初から、フランス社会学の研究者であるエミール・デュルケーム、マルセル・モース、アンリ・ユベールの研究に関心を寄せており、宗教人類学に関心を抱いていたことがうかがえる。
赤松文庫
1954年3月に山口大学図書館に蔵書を寄贈し、「赤松文庫」となっている。和書592冊、洋書1,649冊。

## 家族・親族
- 父：赤松照幢は僧侶、社会事業家。与謝野礼厳の次男。
- 母：赤松安子。夫妻で私立徳山女学校を設立するなど、女子教育や社会活動にあたった[8]。
- 祖父(母方)：赤松連城(中宇三郎)は僧侶。徳応寺を継いだ。
- 祖父(父方)：与謝野礼厳は僧侶、歌人。
- 叔父：与謝野鉄幹は歌人。
- 弟(次男)：赤松信麿は夭折。
- 弟(三男)：赤松義麿は美学者。
- 弟(四男)：赤松克麿は社会運動家。
- 妹(長女)：赤松常子は社会活動家。婦人運動に尽力し、後に参議院議員。
- 弟(五男)：赤松五百麿は社会運動家。

## 著作
著書
- 『輓近宗教学説の研究』同文館 1929
- 『現代の宗教哲学』文科大学講座 イデア書院 1929
- 『宗教史方法論』共立社 1932

共著
- 『朝鮮巫俗の研究』(上・外) 秋葉隆共編 大阪屋号書店 1937-1938
- 『満蒙の民族と宗教』秋葉隆共著、大阪屋号書店 1941

訳書
- 『現代哲学に於ける科学と宗教』エミル・ブートルー著、宇野円空共訳、博文館 1919
- 『宗教史概論』(上巻) クロフォード・トイ（英語版）著、宇野円空共訳、博文館 1922

## 資料
- 全京秀「赤松智城の宗教学散策 : 未刊原稿と写真資料を中心に (坪郷英彦教授退職記念号)」『やまぐち地域社会研究』第14巻、山口地域社会学会、2017年3月、1-12頁、CRID 1050845762389408512。
- 全京秀「赤松智城の宗教学散策(2) : 未刊原稿と写真資料から見るその多彩な宗教的関心」『やまぐち地域社会研究』第15巻、山口地域社会学会、2018年3月、65-76頁、CRID 1050845762390311936。
- 朝倉敏夫「植民地期朝鮮の日本人研究者についての評価」『民博通信』第128巻、国立民族学博物館、2010年3月、8-9頁、hdl:10502/4561、ISSN 0386-2836、CRID 1050564287773369600。